# Bori Gábor
Bori Gábor (Szombathely, 1984. január 16. –) válogatott labdarúgó, jelenleg az Bicskei TC középpályása.

## Pályafutása

### Klubcsapatban
Fiatalon Győrből került az MTK-hoz, ahol már 18 évesen bemutatkozott az élvonalban, 2002. április 6-án egy Újpest elleni idegenbeli mérkőzés 55. percében cserélte be Egervári Sándor Dalibor Skorics helyére. A 2001-2002-es szezon hátralévő részében még további 4 mérkőzésen jutott szóhoz, kétszer kezdőként. A következő két évben sok fiatallal együtt kölcsönadták az NB I/B-s Bodajk FC-nek. 2004 nyarán kerül vissza az MTK-hoz. 2008 augusztusa óta az Újpest FC játékosa.
2009 nyári átigazolási szezonban az Újpest brazil légiósával Jucemarral a török élvonalba frissen feljutott Diyarbaikrspornál jártak próbajátékon, azonban nem sikerült egyezségre jutniuk. A 2009/2010-es őszi szezonra az MTK visszarendelte. Az FTC vezetősége szerette volna a tavaszi szezonra kölcsönvenni, ez azonban a szurkolói tiltakozások (amiért Bori egy az internetre feltett videón FTC sálat égetett el) következtében meghiúsult.
Borit ezután szóba hozták a DVTK-val is, de végül a Kecskeméti TE csapatához érkezett a fél évre kölcsönben.
2010-ben kisebb kitérő után végleg szerződtette a KTE három évre. 2012. augusztus 25-én a Győr elleni mérkőzésen a kapus, Antal Botond kiállítása  miatt cserélnie kellett a Kecskemétnék és a 31. percben Borit hívták le a pályáról. Ezután összekülönbözött a vezetőséggel és a Paks csapatához igazolt.
2017 nyarán visszatért nevelőegyesületéhez, az MTK-hoz.
2018 nyarán szerződése lejárta után a Monor SE-hez igazolt.

### A válogatottban
A válogatottban Lothar Matthäus idején debütált, 2005. december 18-án Antigua és Barbuda ellen. Bár Várhidi Péter, a Kanada elleni első mérkőzésére meghívta a keretbe, de azóta nem lépett pályára a válogatottban.

## Sikerei, díjai
MTK Budapest FC
- NB I-es bajnok: 2007-08
- NB II-es bajnok: 2017-18

Kecskeméti TE
- kupagyőztes: 2010-11

Gyirmót FC
- NB II-es bajnok: 2015-16

## Statisztika

### Mérkőzései a válogatottban
| Magyarország | Magyarország       | Magyarország | Magyarország | Magyarország | Magyarország       | Magyarország | Magyarország | Magyarország |
| #            | Dátum              | Helyszín     | Hazai        | Eredmény     | Vendég             | Kiírás       | Gólok        | Esemény      |
| ------------ | ------------------ | ------------ | ------------ | ------------ | ------------------ | ------------ | ------------ | ------------ |
| 1.           | 2005. december 18. | Miami (USA)  | Magyarország | 3 – 0        | Antigua és Barbuda | barátságos   | -            | 46'          |
|              | Összesen           |              |              | 1            | mérkőzés           |              | 0            | gól          |